# Савельев, Виктор Васильевич
Виктор Васильевич Савельев (1911—?) — сотрудник советских органов государственной безопасности, подполковник, железнодорожник.

## Биография
Виктор Васильевич Савельев родился в сентябре 1911 года в Саратове. В 1928 году окончил железнодорожную школу-семилетку, в 1932 году — Саратовский железнодорожный техникум, в 1938 году — Саратовский институт железнодорожного транспорта. Работал на железной дороге в Саратове, с августа 1934 года находился на должности старшего диспетчера станции «Саратов». В ноябре 1934 года поступил на службу в органы НКВД СССР, до февраля 1938 года был сотрудником транспортного отдела Управления НКВД Саратовской области. Позднее был уволен и вернулся к работе на железной дороге.
С августа 1939 года — вновь на службе в органах госбезопасности. В течение полутора лет работал в Главном транспортном управлении НКВД СССР, а с созданием Народного комиссариата государственной безопасности СССР занял должность начальника отделения «О» 2-го (контрразведывательного) управления НКГБ, занимавшегося агентурно-оперативной работой на особо важных объектах промышленности и транспорта. После ликвидации Наркомата Савельев несколько месяцев продолжал работать сначала в качестве начальника транспортного отдела НКВД Московского метрополитена, а затем заместителя начальника отдела Транспортного отдела НКВД СССР. В ноябре 1941 года уволен из НКВД.
С 1942 года Савельев работал в центральном аппарате Народного комиссариата путей сообщения СССР, возглавлял Главное управление военно-восстановительных работ этого ведомства. В марте 1946 года он был переведён в Министерство судостроительной промышленности СССР на должность начальника транспортного отдела.
3 июня 1949 года Савельев был арестован органами МГБ СССР, и в октябре того года решением Особого Совещания при МГБ СССР приговорён к 10 годам заключения. Вышел из мест лишения свободы 23 октября 1953 года. Дальнейшая судьба не установлена.
Почётный железнодорожник. Был также награждён орденом Отечественной войны 1-й степени и медалью.